# Maximilian Vieider
Maximilian Vieider (13 de abril de 1992) es un deportista italiano que compite en ciclismo de montaña en la disciplina de campo a través. Ganó dos medallas en el Campeonato Europeo de Ciclismo de Montaña, plata en 2010 y bronce en 2014.

## Palmarés internacional
| Campeonato Europeo | Campeonato Europeo    | Campeonato Europeo | Campeonato Europeo         |
| Año                | Lugar                 | Medalla            | Competición                |
| ------------------ | --------------------- | ------------------ | -------------------------- |
| 2010               | Haifa (Israel)        | Medalla de plata   | Campo a través por relevos |
| 2014               | St. Wendel (Alemania) | Medalla de bronce  | Campo a través por relevos |